# Anthony Van Loo
Anthony Van Loo, est un footballeur belge, né le 5 octobre 1988 à Roulers en Belgique. Lors de sa carrière, il a évolué successivement au KSV Roulers, au KV Malines et au KV Courtrai comme défenseur latéral droit. Il est retraité des terrains depuis 2018.

## Biographie
Formé au Cercle puis au Club de Bruges, Anthony Van Loo commence sa carrière au KSV Roulers. Il débute en 1re division belge avec ce club lors de l'année 2007. Souffrant d'arythmie cardiaque, le joueur se fait placer un défibrillateur en 2008 afin de prévenir tout risque. Ce petit appareil lui sauve probablement la vie en juin 2009, lorsqu'il est pris d'un malaise cardiaque pendant la rencontre du tour final entre son club, Roulers, et l'Antwerp. Van Loo s'effondre près de la ligne de touche alors que le ballon était sorti. Son défibrillateur le ranime presque instantanément, et le joueur est ensuite évacué vers un hôpital pour des examens plus poussés.
En 2010, il signe gratuitement au FC Malines. 
Lors de l'été 2014, il signe avec le club de Courtrai. 
Le 11 mai 2018, il est victime d'un malaise au début de la rencontre entre Courtrai et Mouscron. Son défibrillateur s'active, et ranime le joueur. Dans la foulée, Van Loo est opéré du cœur. La revalidation est cependant moins fructueuse que prévu, et le joueur décide en novembre 2018 de raccrocher les crampons. 